# Ischyroplectron isolatum
Ischyroplectron isolatum is een rechtvleugelig insect uit de familie grottensprinkhanen (Rhaphidophoridae). De wetenschappelijke naam van deze soort is voor het eerst geldig gepubliceerd in 1895 door Hutton.